# Slapstick of Another Kind
Slapstick of Another Kind (no Brasil, Trapalhões do Futuro), é um filme de comédia de 1982, dirigido por Steven Paul, baseado no livro Slapstick, de Kurt Vonnegut.

## Sinopse
Caleb Swain (Jerry Lewis) e a esposa Lutetia (Madeline Kahn) são um casal que são considerados por outras pessoas o mais belo. Mas tudo muda quando Lutetia dá à luz um casal de gêmeos horrorosos. Eles são Wilbur e Eliza (também interpretados por Lewis e Kahn), e que na verdade são dois alienígenas que foram escolhidos e enviados para resolverem os problemas do planeta. Quando eles estão separados, os dois ficam fracos e sem inteligência, mas juntos, os dois possuem um grande potencial. Infelizmente por interesse de terceiros, eles acabam sendo ameaçados de se separarem pra sempre.

## Elenco
- Jerry Lewis - Caleb Swain/ Wilbur
- Madeline Kahn - Lutecia/ Eliza
- Marty Feldman - Sylvester
- John Abbott - Dr. Frankenstein
- Jim Backus - Presidente dos EUA
- Samuel Fuller - Coronel Sharp
- Merv Griffin - Anchorman
- Pat Morita - Ah Fong, o Embaixador da China
- Orson Welles - Pai dos Alieníginas (voz)

## Prêmios e indicações
Razzie Awards (EUA) (1985)
- Recebeu uma indicação na categoria de "Pior Ator" (Jerry Lewis)